# Aldis Berzins
Pour les articles homonymes, voir Aldis et Bērziņš.
Aldis Berzins est un ancien joueur américain de volley-ball, né le 3 octobre 1956 à Wilmington dans le Delaware. Il détient la double nationalité : américaine de par sa naissance et lettonne de par ses origines. Aldis Imants Bērziņš est la forme lettone de son nom. Lors de sa carrière sportive il décide de représenter les États-Unis. Il mesure 1,88 m et jouait réceptionneur-attaquant.

## Clubs
| Club                  | Pays       | De        | À         |
| --------------------- | ---------- | --------- | --------- |
| Équipe des États-Unis | États-Unis | 1977-1978 | 1985-1986 |
| Enermix Milan         | Italie     | 1986-1987 | 1986-1987 |
| Conad Ravenne         | Italie     | 1988-1989 | 1988-1989 |
| SIAP Brescia          | Italie     | 1989-1990 | 1989-1990 |

## Palmarès
- Jeux olympiques (1)
  - Vainqueur : 1984

- Coupe de la CEV (1)
  - Vainqueur : 1987